# Powiat Niihari
Powiat Niihari (jap. 新治郡 Niihari-gun) – dawny powiat w Japonii, w prefekturze Ibaraki. Z dniem 13 lutego 2005 roku liczył 93 375 mieszkańców i zajmował powierzchnię 319,87 km².

## Historia[2]

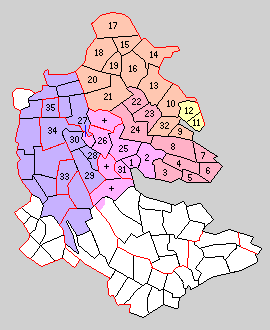
Powiat Niihari (1889 r.)

- Powiat został założony 2 grudnia 1878 roku. Wraz z utworzeniem nowego systemu administracyjnego 1 kwietnia 1889 roku powiat Niihari został podzielony na 5 miejscowości i 30 wiosek[3].
- 1 kwietnia 1896: (5 miejscowości, 30 wiosek)
  - do powiatu Niihari zostały przeniesione wioski Yamanoshō (z powiatu Tsukuba), Azuma i Nakaya (z powiatu Shida).
  - wioski Katsuragi, Ōho, Tamiyama zostały włączone do powiatu Tsukuba.
- 1 kwietnia 1937 – wioska Nakaya połączyła się z miejscowością Tsuchiura. (5 miejscowości, 29 wiosek)
- 1 czerwca 1939 – wioska Azuma połączyła się z miejscowością Tsuchiura. (5 miejscowości, 28 wiosek)
- 3 listopada 1940 – miejscowość Tsuchiura połączyła się z miejscowością Manabe i zdobyła status miasta. (3 miejscowości, 28 wiosek)
- 1 września 1948 – wioska Tsuwa połączyła się z miastem Tsuchiura. (3 miejscowości, 27 wiosek)
- 15 czerwca 1953 – część wsi Kurihara została włączona w teren miejscowości Ōho (z powiatu Tsukuba).
- 16 listopada 1953 – miejscowość Ishioka powiększyła się o teren miejscowości Takahama. (2 miejscowości, 27 wiosek)
- 11 lutego 1954 – miejscowość Ishioka zdobyła status miasta. (1 miejscowość, 27 wiosek)
- 20 marca 1954 – w wyniku połączenia wiosek Niihari, Shizuku i Nanae powstała wioska Chiyoda. (1 miejscowość, 25 wiosek)
- 1 listopada 1954 – wioska Kamiōtsu połączyła się z miastem Tsuchiura. (1 miejscowość, 24 wioski)
- 1 grudnia 1954 – wioski Mi i Sekikawa połączyły się z miastem Ishioka. (1 miejscowość, 22 wioski)
- 1 stycznia 1955 – w wyniku połączenia miejscowości Kakioka i wiosek Hayashi, Sonobe, Kawarae, Koise, Ashiho, Obata i Kozakura powstała miejscowość Yasato. (1 miejscowość, 15 wiosek)
- 11 lutego 1955 – w wyniku połączenia wiosek Shimoōtsu, Minami, Ushiwata, Saga, Anshoku i Shishiko powstała wioska Dejima. (1 miejscowość, 10 wiosek)
- 31 marca 1955 – w wyniku połączenia wiosek Tamari (田余村) i Tamagawa powstała wioska Tamari (玉里村). (1 miejscowość, 9 wiosek)
- 22 lipca 1955 – w wyniku połączenia wiosek Sakae, Kokonoe i Kurihara powstała wioska Sakura. (1 miejscowość, 7 wiosek)
- 27 lipca 1955 – w wyniku połączenia wiosek Fujisawa, Yamanoshō i Toride powstała wioska Niihari. (1 miejscowość, 5 wiosek)
- 30 listopada 1987 – wioska Sakura połączyła się z miejscowościami Yatabe, Toyosato i Ōho (z powiatu Tsukuba) tworząc miasto Tsukuba. (1 miejscowość, 4 wioski)
- 1 stycznia 1992 – wioska Chiyoda zdobyła status miejscowości. (2 miejscowości, 3 wioski)
- 1 kwietnia 1997 – wioska Dejima zdobyła status miejscowości i zmieniła nazwę na Kasumigaura (jap. 霞ヶ浦町). (3 miejscowości, 2 wioski)
- 28 marca 2005 – miejscowość Kasumigaura powiększyła się o teren miejscowości Chiyoda i zdobyła status miasta, zmieniając nazwę na かすみがうら市. (1 miejscowość, 2 wioski)
- 1 października 2005 – miejscowość Yasato została włączona w teren miasta Ishioka. (2 wioski)
- 20 lutego 2006 – wioska Niihari została włączona w teren miasta Tsuchiura. (1 wioska)
- 27 marca 2006 – w wyniku połączenia wioski Tamari i miejscowości Ogawa i Minori (z powiatu Higashiibaraki) powstało miasto Omitama. W wyniku tego połączenia powiat Niihari został rozwiązany.